# Смертность души
Учение о смертности души основано на представлениях о том, что в теле человека есть душа, которая в результате смерти человека умирает вместе с его телом. Таким образом, воскрешение понимается как новое сотворение человека целиком — как его тела, так и его души. Подобная интерпретация христианского учения о душе, отрицающая её бессмертие, получила распространение в XX веке, в первую очередь среди протестантских теологов, а также задолго до этого — в некоторых философских течениях.

## Представители
Теории о смертности души придерживались, например, теологи Пауль Альтхаус, Карл Барт, Оскар Куллман (Oscar Cullmann), Карл Штанге (нем. Carl Stange), Вернер Элерт (нем. Werner Elert) и философы Чарльз Хартсхорн и Пьетро Помпонацци.
Учение о бессмертии души отвергают также и представители некоторых религиозных течений (наиболее известные из них — адвентисты седьмого дня, «Церкви Христа» (англ. Churches of Christ), христадельфиане, свидетели Иеговы и различные группы «Исследователей Библии») и философских школ (например, саддукеи и аверроисты).

### Адвентисты седьмого дня
Адвентисты седьмого дня верят, что главное определение понятия «душа» содержится в стихе Библии «И создал Господь Бог человека из праха земного, и вдунул в лице его дыхание жизни, и стал человек душею живою.» (Быт. 2:7). Согласно этому стиху, душа понимается как соединение тела и «дыхания жизни», то есть душой является живое существо (как человек, так и животное). При смерти происходит обратное — дух отходит к Богу: «И возвратится прах в землю, чем он и был; а дух возвратился к Богу, Который дал его» (Еккл. 12:7). Согласно этому, душа не имеет сознания, существующего вне тела, и бессмертие возможно только в теле, воскрешённом или пересотворённом (при Втором пришествии Христа).

### Свидетели Иеговы
Свидетели Иеговы верят, что душа перестает существовать, когда человек умирает. Эти взгляды они обосновывают следующими стихами из Библии: «Живые знают, что умрут, а мёртвые ничего не знают» (Еккл. 9:5); «Душа согрешающая, та умрёт» (Иез. 18:4,20).